# Wells
Wells er en katedral-by i Mendip-distriktet, Somerset, der ligger omkring 34 km sydøst for Weston-super-Mare, 35 km sydvest for Bath og 37 km syd for Bristol. Selvom indbyggertallet kun var på 10.536 personer i 2011, (vokset til 12.000 i 2018) og et byområde på blot 3.244 km2, har Wells haft city-status siden middelalderen grundet Wells Cathedral. Den bliver ofte beskrevet som Englands mindste city, så er den større end City of London i både areal og indbyggertal, men til forskel fra London er den ikke en del af et byområde.
Wells har sit navn fra tre helligkilder dedikeret til sankt Andreas; én på markedspladsen og to ved Bishop's Palace og katedralen. En lille romersk bosættelse blev bygget omkring dem, og den voksede i størrelse og vigtighed under den angelsaksiske kong Ine af Wessex, der grundlagde en kirke her i 704. Samfundet blev et handelscenter for klæde. Wells spillede en rolle både under den engelske borgerkrig og Monmouths oprør. I 1800-tallet blev infrastrukturen forbedret med station på tre forskellige jernbanelinjer. Siden 1964 har byen dog været uden jernbaneforbindelse.
Katedralen og den tilhørende religiøse og middelalderlige arkitekturhistorie i byen er grobund for mange jobs. Byen har bl.a. en gruppe rækkehuse fra 1300-tallet kaldet Vicars' Close.
Byen har en række sport- og kulturaktiviteter og har flere skiler inklusive The Blue School, en statsskole med undervisning for begge køn grundlagt i 1641, og privatskolen Wells Cathedral School, der muligvis blev grundlagt allerede i 909, og som er en af fem etablerede musikskoler i Storbritannien.
Wells' historiske arkitektur har gjort, at den er blevet brugt som filmlokation til mange film og tv-serier. Disse inkluderer bl.a. The Canterbury Tales (1973), A Fistful of Fingers (1994), The Gathering  (2003), The Libertine (2004), The Golden Age (2007), og Hot Fuzz (2007, som Sandford).